# Macarena Aguiló
Macarena Aguiló Marchi (Santiago del Cile, 1971) è una regista, sceneggiatrice, produttrice cinematografica e montatrice cilena.

## Biografia
Studia comunicazione audiovisiva all'Arcos Professional Institute di Santiago del Cile. Dal 1997 lavora come direttrice della fotografia per produzioni televisive, sia serie che film TV. Nel 2003 decide di lavorare a un documentario che racconti la sua infanzia: nasce così El edificio de los chilenos, il suo primo documentario d'esordio, che ottiene riconoscimenti in molti festival sia in America Latina che in Europa.

## Filmografia
- El edificio de los chilenos 2010, documentario